# Balanitis
La balanitis, del grec βάλανος, «gla», amb relació a la forma de gla; i -itis, inflamació), en medicina, fa referència a la inflamació del gland del penis. De forma simultània, també hi pot haver inflamació del prepuci, patologia que es coneix amb el nom de balanopostitis.

## Etiologia
La inflamació té moltes causes possibles, inclosa la irritació per substàncies ambientals, traumes físics i infeccions com ara bacterianes, víriques o fúngiques. Algunes d'aquestes infeccions són malalties de transmissió sexual.
És menys freqüent entre les persones que estan circumcidades, ja que, en molts casos, una disfunció del prepuci és un factor causal o contribuent. Tant una neteja insuficient com una neteja excessiva poden causar problemes. La diabetis pot augmentar la probabilitat de la balanitis, especialment si el sucre en sang està mal controlat.
Una causa freqüent és la infecció per Candida albicans facilitada per una diabetis mal controlada), altres causes són la balanitis xeròtica obliterans, l'artritis reactiva, la utilització de sabó fort amb pH àcid durant la higiene, no dur a terme una bona higiene de la zona, fricció amb la roba i fricció durant l'acte sexual.
Entre els bacteris que la poden causar, els més freqüents són: Streptococcus, S. aureus, Klebsiella spp, Gardnerella vaginalis i alguns bacteris anaeròbics.

## Simptomatologia

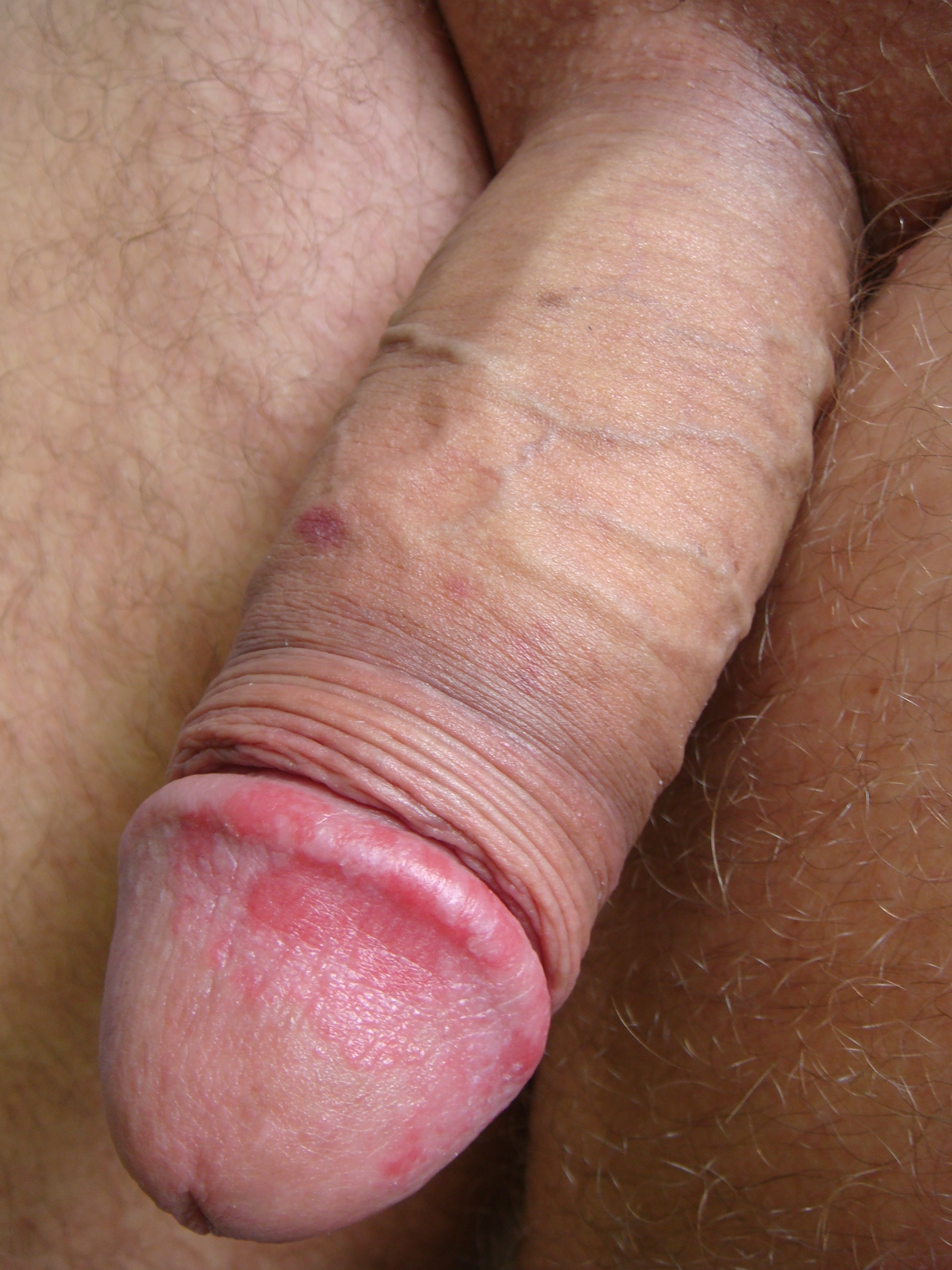
Símptomes de la balanitis: envermelliment, inflamació i erupció cutània

La simptomatologia de la balanitis inclou dolor al gland i prepuci, envermelliment local, erupcions vàries del glandi prepuci i mal olor. La presència de tota aquesta simptomatologia no vol dir que la persona tingui aquesta patologia, cal consultar sempre amb el seu equip mèdic.

## Diagnòstic
El diagnòstic es fa mitjançant l'anamnesi i l'exploració física. Caldrà observar la presència de la simptomatologia associada, inflamació, dolor local i la presència o no d'erupcions cutànies. Tot i així, a vegades fan falta proves complementàries per detectar la presència de virus, bacteris o fongs. Es realitza un cultiu de les secrecions si n'hi ha i si no un cultiu cutani.

## Tractament
El tractament de la balanitis és personalitzat i dependrà de la causa. Així, si es tracta d'una infecció, segons sigui vírica o bacteriana, es tractarà amb cremes en el primer cas i amb cremes antibiòtiques en el segons cas. Si fos el cas de la presència d'erupcions cutànies el tractament es basarà en cremes esteroides.

## Pronòstic
El pronòstic és molt bo i la gran majoria de casos es curen amb el tractament farmacològic i una bona adherència als hàbits higiènics.

## Complicacions
A llarg termini, si no es tracta correctament, es poden produir: fimosi, estenosi del meat urinari, parafimosi, disminució del flux sanguini a la punta del penis i increment del risc de càncer de penis. Sempre cal consultar a l'equip mèdic que és el que millor els informarà i aconsellarà.